# Campinense Clube
Der Campinense Clube, in der Regel nur Campinense genannt, ist ein 1915 gegründeter Fußballverein aus Campina Grande, einer rund 370.000 Einwohner zählenden Stadt im brasilianischen Bundesstaates Paraíba. Die Vereinsfarben sind rot und schwarz, das Maskottchen des Vereines ist der Fuchs (port.: Raposa). 2008 gelang Campinense der Aufstieg in die nationale zweite Liga: die Série B.
Hauptkonkurrenten sind der Hauptstadtklub Botafogo FC aus João Pessoa (nicht zu verwechseln mit dem Verein Botafogo FR) und der Ortsrivale FC Treze. Generell teilen sich diese drei Vereine die Vorherrschaft in Paraíba.

## Geschichte
Der Club wurde 1915 als Tanzverein der örtlichen Aristokratie und der Baumwoll-Barone begründet. 1919 begann erstmals ein Fußballspielbetrieb, der aber bereits im Folgejahr wieder eingestellt wurde, da es zu diversen Unansehnlichkeiten und selbst zu Raufhändeln gekommen ist.
1954 gelang es schließlich dem Mediziner Gilvan Barbosa die Vereinsleitung zu überzeugen den Mitgliedern wieder Fußball anzubieten. Dies gelang nachhaltig und 1958 wurde der Spielbetrieb sogar professionalisiert. 1960 spielte Campinense erstmals um die Staatsmeisterschaft mit und gewann den Titel auf Anhieb – und der Verein sollte ihn über sechs Jahre hinweg behalten, was bis heute Staatsrekord ist. Bis in die 1970er Jahre hinein sollte Campinense seine Dominanz in Paraíba aufrechterhalten können.
1961 war Campinense die erste Mannschaft aus Paraíba die an einem nationalen Wettbewerb, dem zwei Jahre zuvor erstmals ausgetragenen Pokalwettbewerb Taça Brasil, teilnahm. 1975 nahm der Verein auch an der obersten Leistungsstufe der erst vier Jahre zuvor eingeführten nationalen Meisterschaft teil. Von den 42 Teilnehmern blieb Campinense aber als einziger sieglos und wird in Statistiken als Letzter geführt.
Ein besonders erfolgreiches Jahr in der Vereinsgeschichte wurde 2008. Es gelang nicht nur die zweite Staatsmeisterschaft des Jahrzehntes, sondern der vierte Platz in der nationalen dritten Spielklasse, der Série C, gereichte auch zum erstmaligen Aufstieg in die zweite Spielklasse, der Série B, seit der Einführung des modernen Ligasystems 2003. In der Saison 2009 stieg der Verein jedoch als Neunzehnter sofort wieder ab. In der Saison 2011 musste der Klub sogar den Gang in die Série D antreten. In der Saison 2021 wurde Campinense Vizemeister in der Série D und erreichte damit den Aufstieg in die Série C 2022.

## Stadion

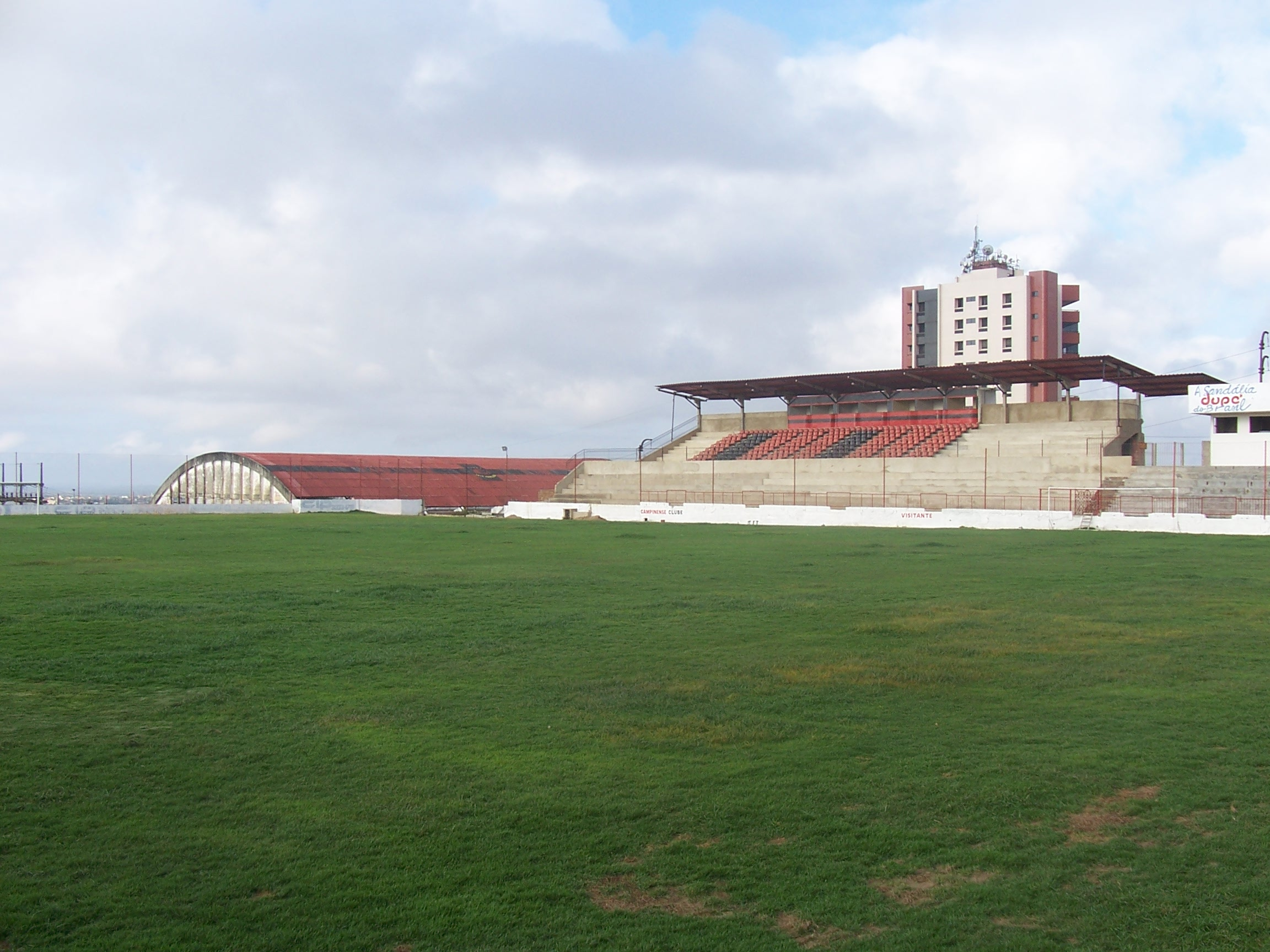
Das Renatão

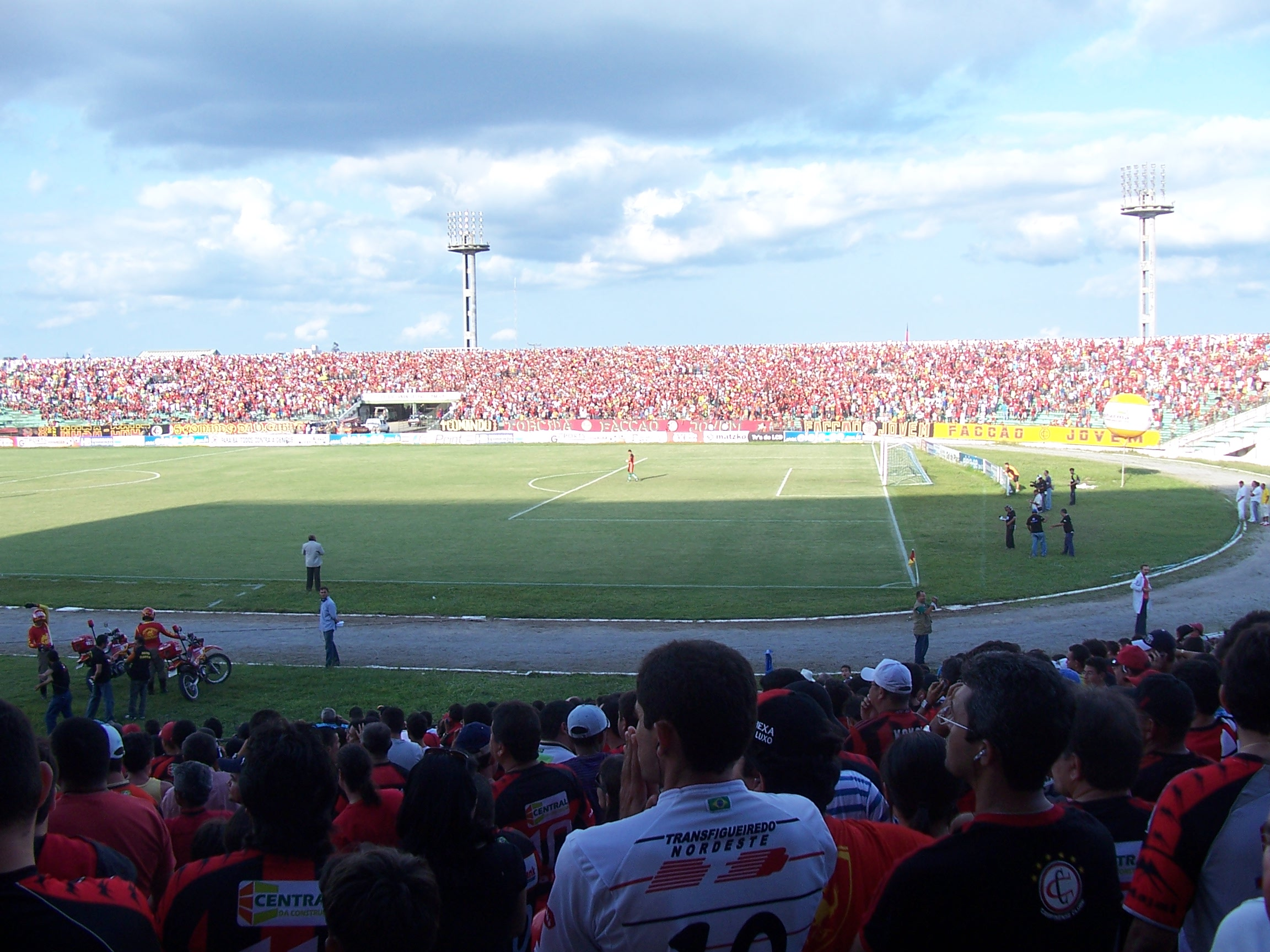
Campinense Fans im Amigão (Série C, 6. September 2008, gegen Icasa, 2:0)

Lange war Campinense im städtischen Estádio Plínio Lemos, im Viertel José Pinheiros zu Hause. Nachdem 1975 das größere, 40.000 Zuseher fassende staatliche Estádio Governador Ernani Sátyro, genannt Amigão, fertiggestellt wurde, zog der Verein dorthin um.
Beim Einweihungsspiel dieses klassisch brasilianischen, fast runden Stadions, am 8. März 1975 konnte Campinense dem großen Botafogo aus Rio de Janeiro ein 0:0-Unentschieden abtrotzen. Eine Woche darauf war es aber ein rot-schwarzer der das erste Tor in der neuen Arena erzielen konnte. Am 16. März 1975 traf Pedrinho Cangula gegen den Treze FC zum 1:0. Nach 90 Minuten stand es aber 1:1.
2006 eröffnete Campinense sein eigenes Stadion, das 3000 Zuseher fassende Estádio Renato Cunha Lima, auch Raposão oder Renatão genannt. Das Stadion liegt im Viertel Bela Vista und wird vornehmlich zum Training und von nachrangigen Mannschaften verwendet.

## Erfolge
- Staatsmeisterschaft von Paraíba: (22×) 1960, 1961, 1962, 1963, 1964, 1965, 1967, 1971, 1972, 1973, 1974, 1979, 1980, 1991, 1993, 2004, 2008, 2012, 2015, 2016, 2021, 2022
- Staatspokal von Paraíba: 1973, 2006
- Copa do Nordeste: 2013

## Bekannte Spieler
- Marcelinho, Campinense von Jugend bis 1994, später u. a. Hertha BSC (2001–06), VfL Wolfsburg
- Rodrigo Tabata, 2003 bei Campinense, später Goiás EC, FC Santos, Gaziantepspor
- Aílton. Der Bundesligatorschützenkönig und deutsche Fußballer des Jahres von 2004 schloss sich im März 2009 vom österreichischen Klub SCR Altach kommend kurzfristig dem Verein an (stand vorher u. a. bei Werder Bremen, dem FC Schalke 04 und dem Hamburger SV unter Vertrag)
- Tiago, bestritt 2007 einige Spiele für den 1. FC Köln in der Bundesliga